# La maldición de la pantera rosa
Curse of the Pink Panther (La maldición de la pantera rosa en español) es una película británico-estadounidense de 1983, dirigida por Blake Edwards, siendo la octava y penúltima de la saga original.
Fue protagonizada por  Ted Wass, David Niven, Roger Moore, Robert Wagner, Capucine, Herbert Lom, Robert Loggia, Joanna Lumley. 
Técnicamente, el argumento es una continuación de su desafortunada antecesora, Tras la pista de la pantera rosa (1982), la cual fue filmada simultáneamente.

## Argumento
El inspector Clouseau (Peter Sellers) ha desaparecido en la película anterior y "el mejor detective del mundo" es requerido para encontrarle. Un ordenador será el encargado de seleccionar a ese detective, pero es boicoteado y la misión le es encargada al "peor detective del mundo: El Sargento Clifton Sleigh (Ted Wass)".

## Comentarios
Es una continuación de Tras la pista de la pantera rosa, retomando la historia allí donde aquella la dejó.
El actor Peter Sellers ya había muerto en 1980, por lo que utilizan la misma técnica utilizada para rodar Tras la pista de la pantera rosa, secuencias de archivo con el actor y, además, en el argumento se inventa un pretexto para que el personaje del inspector Clouseau no intervenga durante buena parte del metraje y se sustiye con la utilización de dobles.
David Niven rodó esta película estando ya muy enfermo y, de tanto en tanto, perdía la voz. En estas ocasiones fue doblado en la fase de montaje por Rich Little. Niven moriría el 29 de julio de 1983.
La película, como las anteriores, es una coproducción entre el Reino Unido y Estados Unidos.

## Reparto
- Ted Wass ...  Sargento Clifton Sleigh
- David Niven ...  Sir Charles Lytton
- Robert Wagner ...  George Lytton
- Herbert Lom ...  Jefe Charles LaRousse Dreyfus
- Capucine ...  Lady Simone Litton
- Joanna Lumley ...  Condesa Chandra
- Robert Loggia ...  Bruno Langois
- Harvey Korman ...  Profesor Auguste Balls
- Burt Kwouk ...  Cato Fong
- Roger Moore ... Turk Thrust II (Inspector Jacques Clouseau)